# Callisto insperatella
Callisto insperatella is een vlinder uit de familie mineermotten (Gracillariidae). De wetenschappelijke naam is voor het eerst geldig gepubliceerd in 1864 door Nickerl.
De soort komt voor in Europa.